# الدوري السوري الممتاز 2013
الدوري السوري 2013 هو الموسم 42 من الدوري السوري. كان عدد الأندية المشاركة فيه 18، وفاز فيه نادي الجيش السوري.